# Cerkiew Wszechmiłującego Zbawiciela w Moskwie (Wieszniaki)
Cerkiew Wszechmiłującego Zbawiciela – prawosławna cerkiew w Moskwie, we wschodnim okręgu administracyjnym, w rejonie Wieszniaki, w dekanacie Narodzenia Pańskiego eparchii moskiewskiej Rosyjskiego Kościoła Prawosławnego. Pierwotnie była to prywatna świątynia na terenie majątku Kuskowo należącego do Szeremietiewów.

## Historia
Kuskowo było rodzinną posiadłością Szeremietiewów. Pierwsza wzmianka o istniejącej w tym miejscu cerkwi pochodzi z XVII w. i dotyczy budowli drewnianej. Obecnie istniejąca świątynia została zbudowana w latach 1737–1739. Jej wzniesienie było pierwszym etapem budowy kompleksu pałacowego. W 1792 przy obiekcie zbudowano dzwonnicę zwieńczoną złoconą iglicą. We wnętrzu cerkwi znajdował się rzeźbiony ikonostas ze złoconymi carskimi wrotami i trzymetrowe panikadiło (ozdobny żyrandol cerkiewny) z figurami serafinów. Według miejscowej tradycji pokrowce na kielichy pozostające na wyposażeniu cerkwi, obszyte złotą nicią i perłami, były dziełem carycy Elżbiety Pietrowny.
Pałac Szeremietiewów w 1919 został zaadaptowany na muzeum krajoznawcze. Cerkiew pozostawała czynna do lat 30. XX wieku, gdy również ją przekazano muzeum. W 1978 budynek został odremontowany. Rosyjski Kościół Prawosławny odzyskał obiekt w 1991, wtedy też miało miejsce jego powtórne poświęcenie. 

## Architektura
Obiekt wzniesiono w stylu barokowym w wariancie typowym dla epoki panowania carycy Anny Iwanowny; cerkiew – nigdy nieprzebudowywana od momentu oddania do użytku liturgicznego – jest jedną z nielicznych budowli w Moskwie reprezentujących ten styl. 
Cerkiew wzniesiona jest na planie czworoboku i zwieńczona jedną kopułą. Wejście do obiektu prowadzi przez ozdobny portyk, boczne ściany zdobione są rzędami pilastrów. W bębnie kopuły znajdują się nisze z rzeźbami. We wnętrzu cerkwi przetrwało oryginalne wyposażenie.